# Бисимметричная матрица
Бисимметричная матрица — квадратная матрица, симметричная относительно обеих диагоналей — главной и побочной, то есть одновременно являющаяся центросимметричной и персимметричной.
Может быть определена как матрица, для которой выполнено два утверждения:
- {\displaystyle A=A^{\intercal }},
- {\displaystyle AJ=JA},

где {\displaystyle J} — перъединичная матрица того же размера, что и {\displaystyle A}. Условия на элементы могут быть выражены следующим образом:
- {\displaystyle a_{i,j}=a_{j,i}=a_{n+1-j,n+1-i}},

где {\displaystyle n\times n} — размерность матрицы.
Пример:
{\displaystyle {\begin{bmatrix}a&b&c&d&e\\b&f&g&h&d\\c&g&i&g&c\\d&h&g&f&b\\e&d&c&b&a\end{bmatrix}}}.
Пример бисимметричной матрицы, используемой в приложениях — транспозиционная матрица.
Вещественные бисимметричные матрицы — это те и только те матрицы, чьи собственные вектора не меняются с точностью до знака при умножении на перъединичную матрицу.
Произведение двух бисимметричных матриц является центросимметричной матрицей.
Количество различных элементов биссиметричной {\displaystyle (n\times n)}-матрицы равно:
{\displaystyle \left\lfloor \left({\frac {n+1}{2}}\right)^{2}\right\rfloor },
где через {\displaystyle \lfloor \cdot \rfloor } — операция взятия целой части.